# حسین‌آباد جدید (زرند)
حسین‌آباد جدید (زرند)، روستایی از توابع بخش مرکزی شهرستان زرند در استان کرمان ایران است.

## جمعیت
این روستا در دهستان جرجافک قرار دارد و براساس سرشماری مرکز آمار ایران در سال ۱۳۸۵، جمعیت آن ۳۸ نفر (۱۰خانوار) بوده‌است.